# Anisopetala
Anisopetala es un género con 16 especies de orquídeas epífitas de las tierras bajas del Sudeste de Asia.  Anisopetala se ha separado del género Dendrobium.

## Descripción
Las especies son plantas pequeñas a grandes de hábitos epífitas con muchos tallos largos y delgados, con el centro agrandado, ramificado, con las costillas, erectos a colgantes, cubiertos a lo largo de toda su longitud de hojas perennes, lanceoladas de color morado. Florece en una inflorescencia corta de unos 10 cm de longitud, ramificada y erecta en su mayoría con racimos con una a diez grandes flores, bien visibles, de color variable y de larga vida. 
Las flores tienen una claro mentón formado por la fusión de la base de los sépalos laterales.  El labio es trilobulado, con lóbulos laterales pequeños y oscuros a veces dos y una punta aguda, y lleva a menudo un pequeño callo en la base.

## Distribución y hábitat
Las especies se encuentran en los árboles en lugares húmedos en tierras bajas de las selvas tropicales y los bosques montanos de India, Tailandia, Malasia, Sumatra, Java,  Islas Ryukyu y Filipinas.

## Etimología
Anisopetala: nombre genérico que deriva del griego aniso (incorrecto) y petalon  (pétalo).

## Taxonomía
El género fue descrito por (Kraenzl.) M.A.Clem. y publicado en Telopea 10: 283. 2003. La especie tipo es: Anisopetala mutabilis (Blume) M.A.Clem.

## Especies
- Anisopetala acutimenta (J.J.Sm.) M.A.Clem. (2003)
- Anisopetala annae (J.J.Sm.) M.A.Clem. (2003)
- Anisopetala biflora (Blume) M.A.Clem. (2003)
- Anisopetala calicopis (Ridl.) M.A.Clem. (2003)
- Anisopetala filicaulis (Gagnep.) M.A.Clem. (2003)
- Anisopetala fulminicaulis (J.J.Sm.) M.A.Clem. (2003)
- Anisopetala hughii (Rchb.f.) M.A.Clem. (2003)
- Anisopetala inflata (Rolfe) M.A.Clem. (2003)
- Anisopetala lucens (Rchb.f.) M.A.Clem. (2003)
- Anisopetala montana (J.J.Sm.) M.A.Clem. (2003)
- Anisopetala mutabilis (Blume) M.A.Clem. (2003)
- Anisopetala nuda (Blume) M.A.Clem. (2003)
- Anisopetala rigida (Blume) M.A.Clem. (2003)
- Anisopetala sanguinolenta (Lindl.) M.A.Clem. (2003)
- Anisopetala spathilinguis (J.J.Sm.) M.A.Clem. (2003)
- Anisopetala transtillifera (J.J.Sm.) M.A.Clem. (2003)